# Georg Wermuth

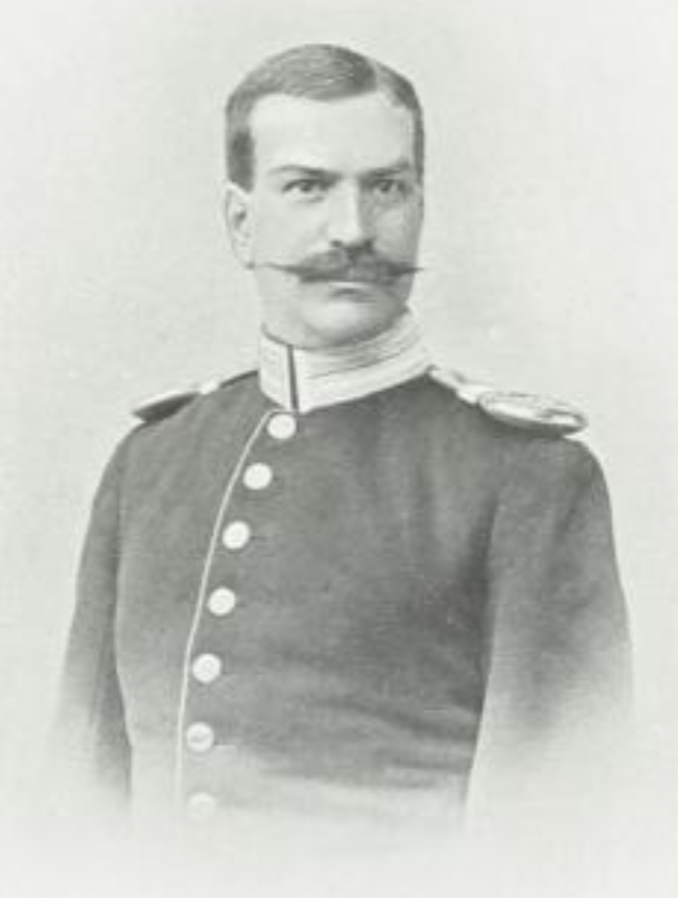
Georg Wermuth

Georg Wermuth (* 26. März 1856 in Hannover; † 18. November 1906 in Dresden) war ein sächsischer Generalmajor und Chef des Generalstabes der Armee.

## Leben

### Militärkarriere
Wermuth trat 1875 als Avantageur in das Feldartillerie-Regiment Nr. 12 der Sächsischen Armee ein und avancierte 1876 zum Sekondeleutnant erfolgte. 1881 wurde er in das neuformierte 9. Infanterie-Regiment Nr. 133 versetzt und 1883 zum Premierleutnant befördert. Unter Beförderung zum Hauptmann im Jahre 1889 erfolgte seine Kommandierung in den Generalstab der Armee. 1893 wurde er als Kompaniechef dem Schützen-(Füsilier-)Regiment „Prinz Georg“ Nr. 108 zugeteilt und kehrte wieder in den Generalstab zurück, wo 1895 seine Beförderung zum Major erfolgte. Von August 1897 bis März 1899 kommandierte er ein Bataillon im 1. Leib-Grenadier-Regiment Nr. 100. Darauf beauftragte man ihn mit der Wahrnehmung der Geschäfte als Chef des Generalstabes beim neugebildeten XIX. (II. Königlich Sächsisches) Armee-Korps, wo er 1900 zum Oberstleutnant befördert wurde. 1901 wurde er Chef des Generalstabes des Armee-Korps. In gleicher Eigenschaft wurde er unter Beförderung zum Oberst am 21. April 1902 zum XII. (I. Königlich Sächsischen) Armee-Korps versetzt und im August 1903 mit dem Komtur II. Klasse des Albrechts-Ordens ausgezeichnet. 1904 wurde er Kommandeur des 13. Infanterie-Regiment Nr. 178. In dieser Eigenschaft erhielt er im April 1905 die Erlaubnis zur Annahme des Ehrenkomturkreuzes des Fürstlichen Hausordens von Hohenzollern. Nach dem Tode des plötzlich verstorbenen Generalmajor Georg von Wagner wurde Wermuth am 8. Dezember 1905 zu dessen Nachfolger als Chef des Generalstabes der Armee ernannt und am 17. August 1906 zum Generalmajor befördert. Er verstarb in Ausübung seines Dienstes und wurde auf dem Dresdner Nordfriedhof begraben.

### Familie
Er war mit Margarethe von Zeschau, Tochter des sächsischen Generalleutnants Heinrich von Zeschau verheiratet.